# Who

who — Unix-утилита, выводит почти такую же информацию как утилита w — выводит список текущих пользователей в компьютерной системе. Отличие от w в том, что who не показывает информацию, выводимую утилитой uptime. Пример:
```
$
 
who

 
admin
            
ttyp0
    
Jan
 
24
 
02
:47
 
(
server14
)

 
user
             
ttyp1
    
Jan
 
24
 
06
:12
 
(
gw1
)

```

Команда может быть вызвана с аргументами am i или am I (т. е. who am i или who am I), в таком случае будет выдана только информация, относящаяся к терминалу, из которого вызвана данная команда. 